# Edino Nazareth Filho
Edino Nazareth Filho, více známý jako Edinho (* 5. června 1955 Rio de Janeiro), je bývalý brazilský fotbalista, obránce. Po skončení aktivní kariéry působil jako trenér.

## Fotbalová kariéra
Začínal v brazilské lizeve týmu Fluminense FC. Od roku 1982 hrál 5 sezón italskou ligu za Udinese Calcio. Po návratu do Brazílie hrál za CR Flamengo, Fluminense FC a Grêmio Porto Alegre. Za brazilskou fotbalovou reprezentaci nastoupil v letech 1977–1986 v 59 utkáních a dal 3 góly. Byl členem brazilské reprezentace na Mistrovství světa ve fotbale 1978 v Argentině, nastoupil ve 3 utkáních a s týmem získal bronzové medaile za třetí místo. Byl členem brazilské reprezentace na Mistrovství světa ve fotbale 1982 ve Španělsku, nastoupil v utkání proti Novému Zélandu. Byl kapitánem brazilské reprezentace na Mistrovství světa ve fotbale 1986 v Mexiku, nastoupil v 5 utkáních a dal 1 gól. Byl členem brazilské reprezentace na LOH 1976, nastoupil v 5 utkáních.

## Ligová bilance
| Ročník                               | Zápasy | Góly | Klub                |
| ------------------------------------ | ------ | ---- | ------------------- |
| Campeonato Brasileiro Série A 1973   | 1      | 0    | Fluminense FC       |
| Campeonato Brasileiro Série A 1974   | -      | -    | Fluminense FC       |
| Campeonato Brasileiro Série A 1975   | 11     | 0    | Fluminense FC       |
| Campeonato Brasileiro Série A 1976   | 21     | 0    | Fluminense FC       |
| Campeonato Brasileiro Série A 1977   | 9      | 0    | Fluminense FC       |
| Campeonato Brasileiro Série A 1978   | 5      | 0    | Fluminense FC       |
| Campeonato Brasileiro Série A 1979   | 6      | 1    | Fluminense FC       |
| Campeonato Brasileiro Série A 1980   | 14     | 3    | Fluminense FC       |
| Campeonato Brasileiro Série A 1981   | 3      | 1    | Fluminense FC       |
| Campeonato Brasileiro Série A 1982   | 18     | 6    | Fluminense FC       |
| Serie A 1982/1983                    | 30     | 7    | Udinese Calcio      |
| Serie A 1983/1984                    | 29     | 4    | Udinese Calcio      |
| Serie A 1984/1985                    | 26     | 5    | Udinese Calcio      |
| Serie A 1985/1986                    | 30     | 3    | Udinese Calcio      |
| Serie A 1986/1987                    | 23     | 3    | Udinese Calcio      |
| Campeonato Brasileiro Série A 1987   | 11     | 0    | CR Flamengo         |
| Campeonato Brasileiro Série A 1988   | -      | -    | CR Flamengo         |
| Campeonato Brasileiro Série A 1988   | 23     | 3    | Fluminense FC       |
| Campeonato Brasileiro Série A 1989   | 8      | 1    | Grêmio Porto Alegre |
| Campeonato Brasileiro Série A 1990   | -      | -    | Grêmio Porto Alegre |
| CELKEM Campeonato Brasileiro Série A | -      | -    |                     |
| CELKEM Serie A                       | 138    | 22   |                     |